# مصفوفة مقاريب أستراليا المدمجة
مصفوفة تلسكوب أستراليا المدمج هو مقراب راديوي تديرة هيئة البحوث الأسترالية CSIRO في في مرصد وايلد بول ، خمسة وعشرين كيلومترا (16 ميل) غرب مدينة نارابري في أستراليا. مصفوفة تلسكوب أستراليا المدمج جزء من شبكة تلسكوبات أستراليا الوطنية.
التلسكوب عبارة عن مجموعة من ستة أطباق متطابقة أقطارها 22 متر (72 قدم) ،يمكن نقل خمسة من الأطباق على خط سكة حديد بطول ثلاثة كيلومترات (2 ميل). ويقع الهوائي السادس على بعد ثلاثة كيلومترات غرب نهاية المسار الرئيسي. كل طبق يزن حوالي 270 طن (270 طن إنجليزي، 300 طن أمريكي).
غالبا ما يتم تشغيل المصفوفة جنبا إلى جنب مع غيرها من تلسكوبات هيئة البحوث الأسترالية، طبق 64 متر (210 قدم) في مرصد باركيس وطبق مقراب موبرا 22 مترا (72 قدم)(بالقرب من كونبارابران)،لتشكل قياس تداخل مديد القاعدة.
المصفوفة ترحب بالزوار من عامة الناس. وتحتوي المنشاءة على مركز للزوار حيث يمكن متابعة عمليات المصفوفة، وبالإضافة إلى مجموعة من العروض الإعلامية والعروض السمعية والبصرية، في حين أن الأراضي المحيطة بها يعرض والأنشطة للزوار. ويتم تفعيل أيام مفتوحة بانتظام، للاحتفال بالمناسبات الخاصة مثل الذكرى السنوية لأول هبوط القمر، أو احتفالات بالذكرى السنوية للمقراب نفسه.

## صور

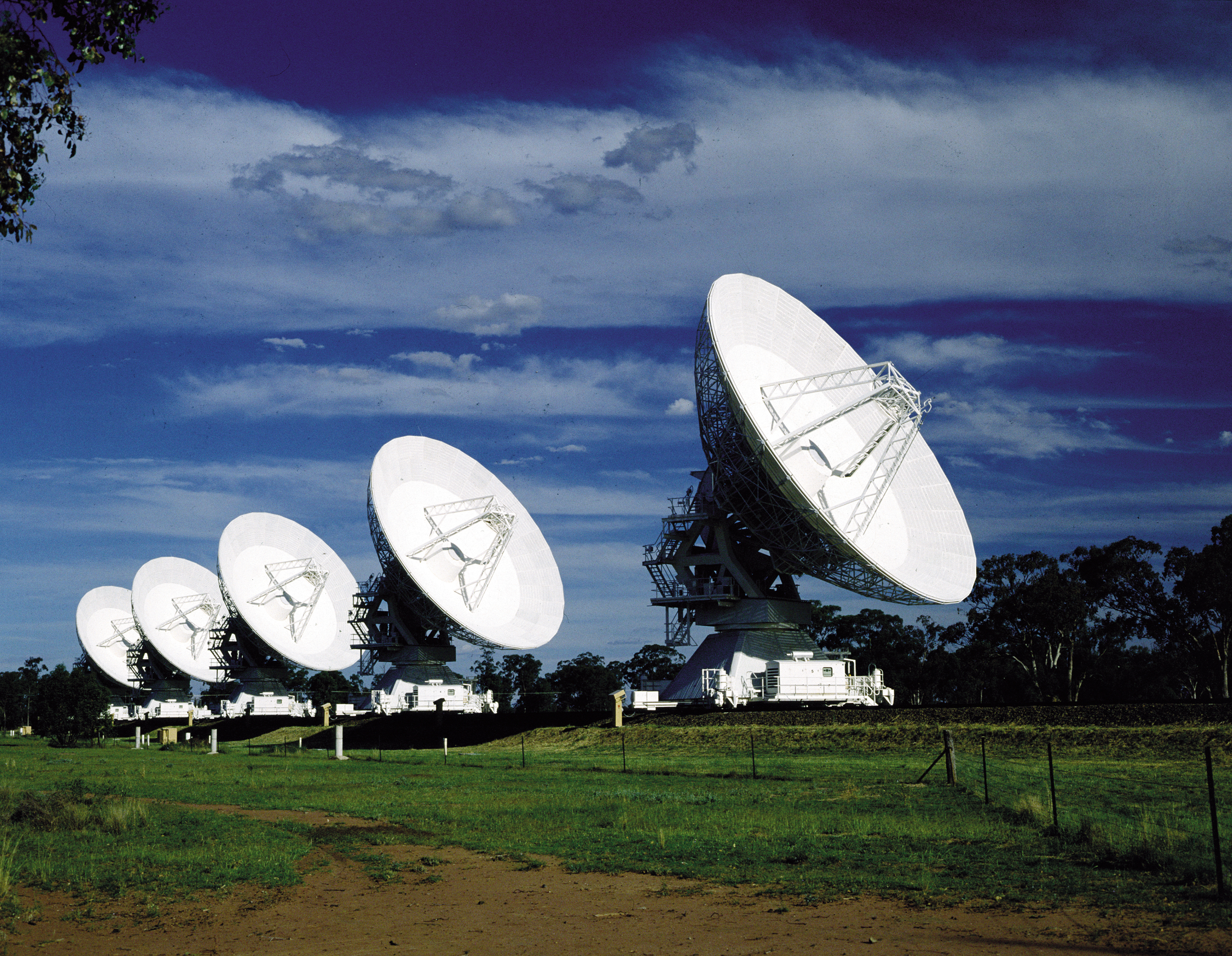
خمسة من الهوائيات (2000)
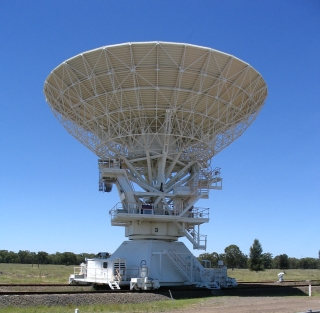
هوائي في وضع محاذاة رأسي (2005)
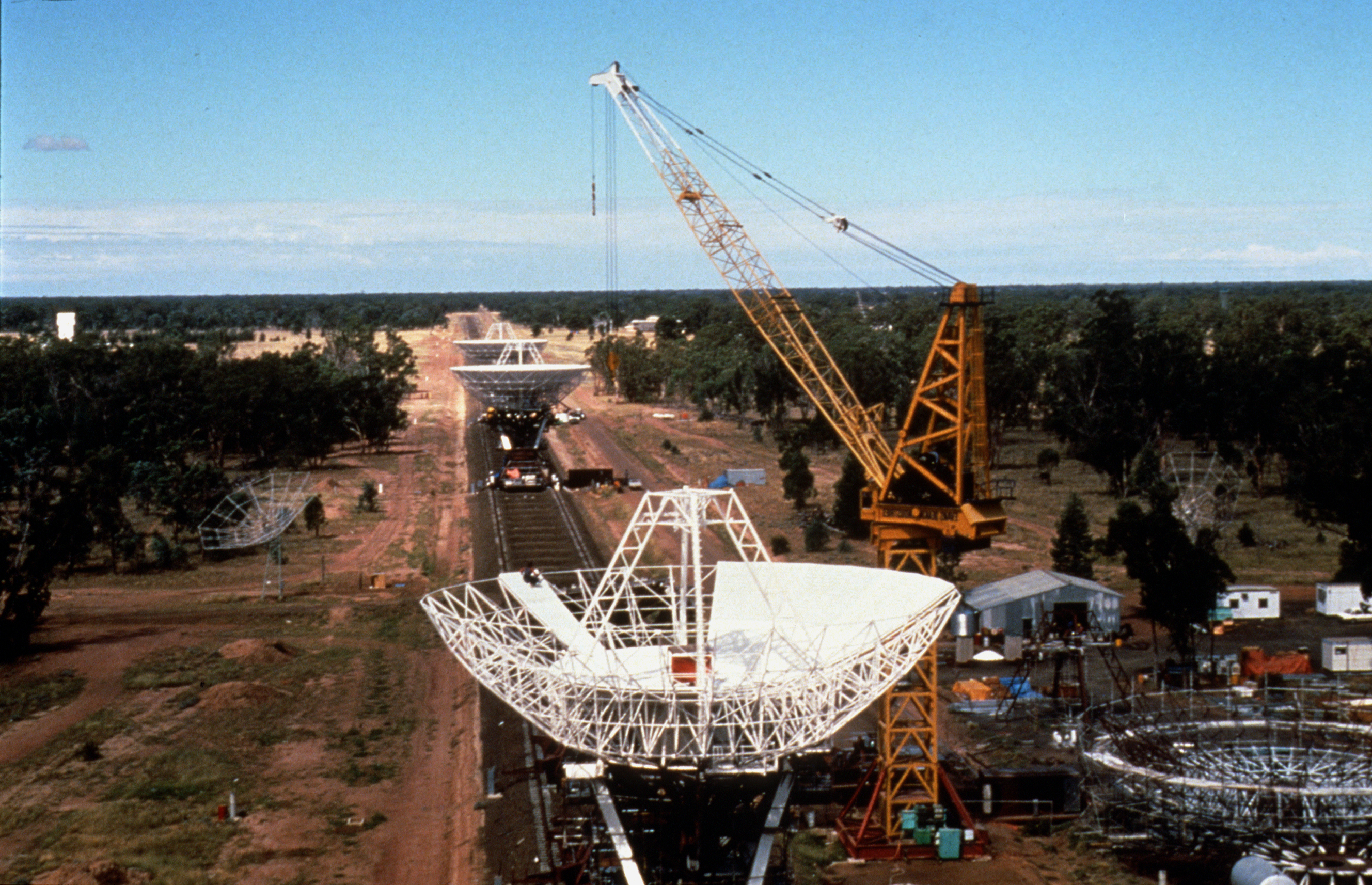
المصفوفة قيد الإنشاء (1988[4])
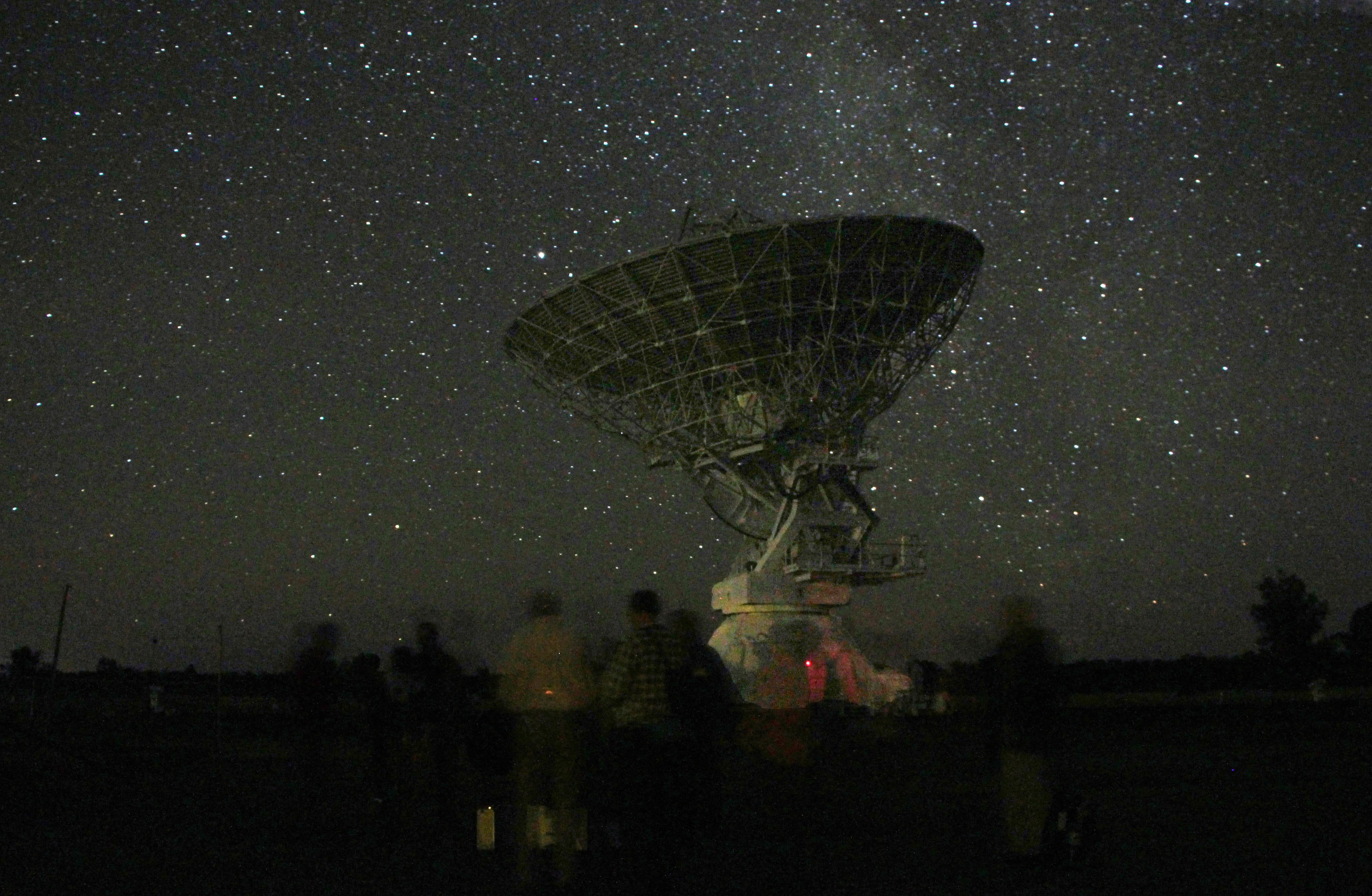
تأمّل النجوم بجانب المصفوفة، كجزء من احتفالات الذكرى السنوية ال 25 في 1 سبتمبر 2013..